# Thaumastoderma bifurcatum
Thaumastoderma bifurcatum is een buikharige uit de familie Thaumastodermatidae. Het dier komt uit het geslacht Thaumastoderma. Thaumastoderma bifurcatum werd in 1991 voor het eerst wetenschappelijk beschreven door Clausen. 